# Доброполье (Оренбургская область)
Доброполье — упразднённое село в Кваркенском районе Оренбургской области. На момент упразднения входило в состав сельского поселения Просторский сельсовет. Исключено из учётных данных в 2001 году.

## География
Располагалось в истоке реки Нижняя Гусиха, на расстоянии, примерно, 10 километров к юго-востоку от села Просторы.

## История
Предположительно основано в 1950-е годы, в период освоения целины, как одно из отделений совхоза «Кульминский». В 1965 году совхоз был разукрупнен и будущее село становится третьим отделением совхоза «Центральный».
В 1966 году Указом Президиума ВС РСФСР посёлок отделения № 3 совхоза «Центральный» переименован в Доброполье.
Официально упразднено 31 августа 2001 года согласно Закону Оренбургской области от 22 августа 2001 года.